# Comté de Hoke
Le comté de Hoke est un comté situé dans l'État de Caroline du Nord aux États-Unis. Il est le 20e comté le plus peuplé du pays et celui dont l'accroissement démographique est le plus rapide.

## Toponymie
Ce comté a été nommé en hommage à Robert Hoke, général sudiste de la guerre de Sécession.

## Histoire
Le comté a été créé en 1911 à partir des comtés de Robeson et de Cumberland. 

## Communautés

### Villes
- Raeford

### Census-designated place
- Ashley Heights
- Bowmore
- Dundarrach
- Five Points
- Raeford
- Rockfish
- Silver City

### Townships
Le comté est divisé en huit townships : Allendale, Antioch, Blue Springs, Fort Bragg Military Reservation, McLauchlin, Raeford, Quewhiffle et Stonewall.